# Episodi di Squadra Speciale Colonia (sesta stagione)
| N° | Titolo originale                   | Titolo italiano              | Prima TV Germania | Prima TV RSI     |
| -- | ---------------------------------- | ---------------------------- | ----------------- | ---------------- |
| 1  | Aus Mangel an Beweisen             |                              | 23 settembre 2008 |                  |
| 2  | Man liebt nur einmal               | Si ama una sola volta        | 30 settembre 2008 |                  |
| 3  | Laufsteg in den Tod                |                              | 7 ottobre 2008    |                  |
| 4  | Himmelsstürmer                     |                              | 14 ottobre 2008   |                  |
| 5  | Schlafende Hunde                   |                              | 21 ottobre 2008   |                  |
| 6  | Der Pianist                        | Il pianista                  | 28 ottobre 2008   |                  |
| 7  | Die stumme Zeugin                  |                              | 4 novembre 2008   |                  |
| 8  | Schatten der Vergangenheit         | La testimone muta            | 11 novembre 2008  | 25 gennaio 2018  |
| 9  | Finger am Abzug                    | La mano dell'assassino       | 18 novembre 2008  | 26 gennaio 2018  |
| 10 | Gefrorene Tränen                   | Un diamante non è per sempre | 25 novembre 2008  | 29 gennaio 2018  |
| 11 | Zimmer mit Leiche                  | Gelosia omicida              | 2 dicembre 2008   | 30 gennaio 2018  |
| 12 | Mord im Hallenbad                  | Il maestro di nuoto          | 9 dicembre 2008   | 1º febbraio 2018 |
| 13 | Mord im Hallenbad                  | Assassinio a bordo           | 16 dicembre 2008  | 2 febbraio 2018  |
| 14 | Warum musste Bubi Waldner sterben? | Chi ha ucciso Bubi Waldner?  | 23 dicembre 2008  | 5 febbraio 2018  |
| 15 | Der letzte Auftrag                 | L'ultimo incarico            | 30 dicembre 2008  | 6 febbraio 2018  |
| 16 | Abgeschossen                       | Colpito a morte              | 6 gennaio 2009    | 7 febbraio 2018  |
| 17 | Damenwahl                          | La scelta delle donne        | 13 gennaio 2009   | 8 febbraio 2018  |
| 18 | Lackschäden                        | La consegna                  | 27 gennaio 2009   | 9 febbraio 2018  |
| 19 | Tod dem Tyrannen                   | La morte del tiranno         | 3 febbraio 2009   | 12 febbraio 2018 |
| 20 | Zu nah am Feuer                    | Immersi dalle fiamme         | 10 febbraio 2009  | 14 febbraio 2018 |